# Meltdown (EP)
Meltdown é um EP do rapper americano Pitbull lançado em 22 de novembro de 2013 pelas gravadoras Mr. 305, Polo Grounds e RCA.

## Singles
"Timber" foi lançada como single em 7 de outubro de 2013. A faixa apresenta vocais da cantora Kesha. O single atingiu o pico na posição #1 na Billboard Hot 100, #1 no Reino Unido, #1 na Escócia, #4 na Austrália, em #1 no Canadá, #1 na Áustria, em #1 na Alemanha, #1 Holanda, #1 na Suécia, #6 na Espanha, em #3 na Nova Zelândia, em #8 na França e em #1 na Dinamarca. Atingiu o top 5 em mais de 25 países. A música é um hit mundial. Isto marca o 2º sucesso global de Pitbull. Pitbull cantou a música no AMA's, The X factor finale, Good Morning America e também nas jingle balls.

## Desempenho comercial
O EP estreou no número 95 na Billboard 200, com vendas na primeira semana com 10 mil cópias nos Estados Unidos. Meltdown é o álbum número #12 nos álbuns de rap.

## Faixas
| Edição padrão  |                                                              | |                             |         |  |
| N.º            | Título                                                       | Compositor(es) | Produtor(es)                | Duração |  |
| 1.             | "Timber"                                                     | Armando C. Pérez, Kesha Sebert, Lukasz Gottwald, Priscilla Renea, Jamie Sanderson, Breyan Stanley Isaac, Henry Walter, Pebe Sebert, Lee Oskar, Keri Oskar, Greg Errico | Dr. Luke, Cirkut, Sermstyle | 3:24    |  |
| 2.             | "That High"                                                  | Perez, Mikkel S. Eriksen, Tor Hermansen, Benjamin Levin, Shellback, Ester Dean                                                                                         | Stargate, Benny Blanco      | 3:14    |  |
| 3.             | "Do It" (com participação de Mayer Hawthorne)                | Perez, Jacob Dutton, Andrew Cohen, Omar Tavarez, Samuel Wishkoski | Tuxedo                      | 3:40    |  |
| 4.             | "Sun in California" (com participação de Mohombi e PLAYB4CK) | Perez, Ivar Lisinski, Mohombi Moupondo, Olle Olmås, Bruno Lopez | Lisinski, Olmås             | 3:00    |  |
| 5.             | "All the Things" (com participação de Inna)                  | Perez, Burns, Calvin Harris, Bebe Black | Burns, Calvin Harrisa       | 3:25    |  |
| Duração total: | Duração total:                                               | Duração total: | Duração total:              | 16:43   |  |

Notas
- ↑a  um produtor adicional

## Histórico de lançamento
| País           | Data                   | Formatos             | Gravadora(s)               |
| -------------- | ---------------------- | -------------------- | -------------------------- |
| Itália         | 22 de novembro de 2013 | download digital     | Mr. 305, Polo Grounds, RCA |
| Estados Unidos | 25 de novembro de 2013 | CD, download digital | Mr. 305, Polo Grounds, RCA |